# Militärstädtchen Nr. 7
Das Militärstädtchen Nr. 7 (russisch военный городок № 7 wojenny gorodok Nr. 7), informell auch „KGB-Städtchen“, in Potsdam war eine regionale Außenstelle des sowjetischen Auslandsgeheimdienstes KGB in der Deutschen Demokratischen Republik (DDR). Hier befand sich gleichzeitig die Westeuropazentrale des sowjetischen Militärgeheimdienstes GRU. Das 16 ha große Gelände umfasste etwa 110 Gebäude und war mit hohen Mauern, Wachtürmen sowie Stacheldraht und Alarmanlagen gesichert. Es befand sich in der Nauener Vorstadt im Bereich Große Weinmeisterstraße, der Straße Am Neuen Garten, der Leistikowstraße und Langhansstraße und war das größte von 26 in Potsdam eingerichteten Militärstädtchen. Im Zentrum befand sich das zentrale Untersuchungsgefängnis in der Leistikowstraße 1. Im Militärstädtchen wurde jeder Art von auslandsgeheimdienstlicher Tätigkeit nachgegangen. Beim Abzug der russischen Streitkräfte vom Gebiet der ehemaligen DDR war das Militärstädtchen Nr. 7 einer der letzten Standorte, es wurde am 15. August 1994 aufgegeben. Die Gebäude wurden an ihre Eigentümer zurück übertragen und werden größtenteils für Wohnzwecke genutzt. Seit 2014 erschließt der Geschichtspfad Sowjetische Geheimdienststadt die Geschichte des Areals.

## Standort und Struktur
Unmittelbar nach der Potsdamer Konferenz im nahegelegenen Schloss Cecilienhof beschlagnahmte die Sowjetische Militäradministration in Deutschland (SMAD) im August 1945 das Gebiet zwischen Pfingstberg und dem Neuen Garten. Alle Bewohner mussten ihre Häuser verlassen. Auf dem 16 Hektar großen, hermetisch abgeriegelten Areal wurde die Deutschlandzentrale der Militärspionageabwehr des sowjetischen Geheimdienstes (MGB), ab 1954 KGB, eingerichtet, das sogenannte „Militärstädtchen Nr. 7“. Im Militärstädtchen Nr. 7 lebten 150 Offiziere und ihre Familien. Es war in einen Wohn- und Dienstbereich sowie das Kasernengelände unterhalb des Pfingstberges untergliedert. Durch eigene Infrastruktur samt Post- und Telefonsystem war der Standort relativ autark.
In der DDR existierten mehr als 1000 sowjetische Militärstandorte. Neben Kasernen, Truppenübungsplätzen und Flugplätzen gehörten dazu auch Wohnsiedlungen, Krankenhäuser, Schulen und andere Infrastruktureinrichtungen wie Geschäfte, Depots, Werkstätten und Kultureinrichtungen. Weitere sowjetische Einrichtungen in Potsdam waren die Roten und die Grauen Kasernen, die Garde-Ulanen-Kaserne in der Jägerallee mit dem Sitz des Stadtkommandanten und der Militärstaatsanwaltschaft, Teile der Schiffbauergasse, die Militärdruckerei in der Zeppelinstraße 12 sowie der Radiosender Wolga in der Menzelstraße.

### Russische Straßenumbenennungen
Die Straßen im Militärstädtchen trugen von 1945 bis 1994 russische Namen. Die Glumestraße wurde in Uliza Moschtschonnaja („Pflasterstraße“) umbenannt, die Langhansstraße in Uliza Seljonnaja („Grüne Straße“), die Große Weinmeisterstraße in Uliza Zentralnaja („Hauptstraße“), die Mirbachstraße bzw. Leistikowstraße in Uliza Sportiwnaja („Straße des Sports“) und die Straße „Am Neuen Garten“ erhielt den Namen Uliza Bibliotetschnaja („Bibliotheksstraße“).

### Ausgewählte Gebäude mit ihren Funktionen
- Haus Nr. 1 im Gefängniskomplex Leistikowstraße, das einstige Pfarrhaus des Evangelisch-Kirchlichen Hilfsvereins, diente ab 1945 als Untersuchungsgefängnis der sowjetischen Spionageabwehr. 1985 verlegte man es in die Jägerallee, die Leistikowstraße 1 war nun Lager für eine raketentechnische Einheit.[5] In den Häftlingszellen wurden bis 1500 Inschriften von Gefangenen nachgewiesen.[7] Die Inschriften wurden durch den Restaurator Christoph Gramann dokumentiert.[8]
- Gefängniskomplex, Leistikowstraße 2–3, Ermittlungsabteilung
- Die Villa Große Weinmeisterstraße 17 diente als Unterkunft für die Wachen des zum Untersuchungsgefängnis umgebauten Nachbarhauses Leistikowstraße 1. Die zum Gefängniskomplex gehörenden Häuser Große Weinmeisterstraße 17, Leistikowstraße 1 und das vermutlich von der Ermittlungsabteilung genutzte Haus Leistikowstraße 2/3 wurden „durch zusätzliche Mauern und einen circa drei Meter hohen, für die Straflager des sowjetischen GULag typischen Holzzaun abgesichert […].“[9]
- Die Villa Schlieffen (Große Weinmeisterstraße 44) wurde 1945 durch die Rote Armee beschlagnahmt und unterlag in der Folgezeit sowjetischer Militärnutzung. Dafür erfolgte ein teilweiser Umbau zu einem Schießbunker.[10] Ab 2014 wurde die Villa unter denkmalhistorischen Auflagen saniert und das gesamte Gebäude per In-situ-Verfahren konserviert. Einige besonders beschädigte Deckenteile mussten dabei entfernt und ein Eisensteg nachträglich eingebaut werden, da neue Decken zwischen Keller und Erdgeschoss aus statischen Gründen nicht mehr einzusetzen waren. Dabei wurde auch der historische Weg zur Villa wieder freigelegt.[11]
- Das Lepsiushaus (Große Weinmeisterstraße 45) wurde nach dem Zweiten Weltkrieg bis Anfang der 1990er Jahre von der sowjetischen Armee als Militärkasse genutzt.[12]
- Die Villa Quandt (Große Weinmeisterstraße 46/47) kam 1945 durch die sowjetische Besetzung in den Besitz des Auslandsgeheimdienstes SMAD, später des KGB.[13]
- Die Villa Finckenstein (Große Weinmeisterstraße 61) gehörte bis 1949 der Garantie- und Kreditbank AG und wurde ab 1950 von den sowjetischen Besatzungstruppen benutzt.[14]
- In der Villa Fischbach (Puschkinallee 5) befand sich der Kindergarten der sowjetischen Streitkräfte.

### Mirbachwäldchen
Das ungefähr 2,4 Hektar große Mirbachwäldchen ist ein 1862 von Peter Joseph Lenné parkartig gestaltetes Verbindungsstück zwischen dem Pfingstberg und dem Neuen Garten. Das schmale Rechteck wird im Westen von der Großen Weinmeisterstraße begrenzt, im Süden von der Leistikowstraße, im Osten von der Straße Am Neuen Garten und im Norden von einem Wohnblock sowie der in den 1930er Jahren errichteten Estorff-Siedlung. Das Mirbachwäldchen wurde nach dem Oberhofmeister der Kaiserin Auguste Viktoria, Ernst Freiherr von Mirbach, benannt, der eine Villa in der damaligen Albrechtstraße (seit 1950: Am Neuen Garten 25) bewohnte. Nach dem Zweiten Weltkrieg beschlagnahmte der sowjetische Geheimdienst MGB, später KGB, das Areal beidseitig der Großen Weinmeisterstraße bis zur Straße Am Neuen Garten für das „Militärstädtchen Nr. 7“. Im Mirbachwäldchen wurden die Bäume und Sträucher gerodet, Boden verschoben und ein Sport- und Festplatz angelegt. Nach Rückgabe des Areals 1994 ließ die Stiftung Preußische Schlösser und Gärten Berlin-Brandenburg etwa 600 Quadratmeter befestigte Sporteinrichtungen sowie eine Straße von etwa 870 Quadratmeter aus dem Mirbachwäldchen entfernen und die für die Öffentlichkeit zugängliche Grünfläche mit der Lennéschen Wegeführung wurde ab 1996 rekonstruiert.

### Einheiten

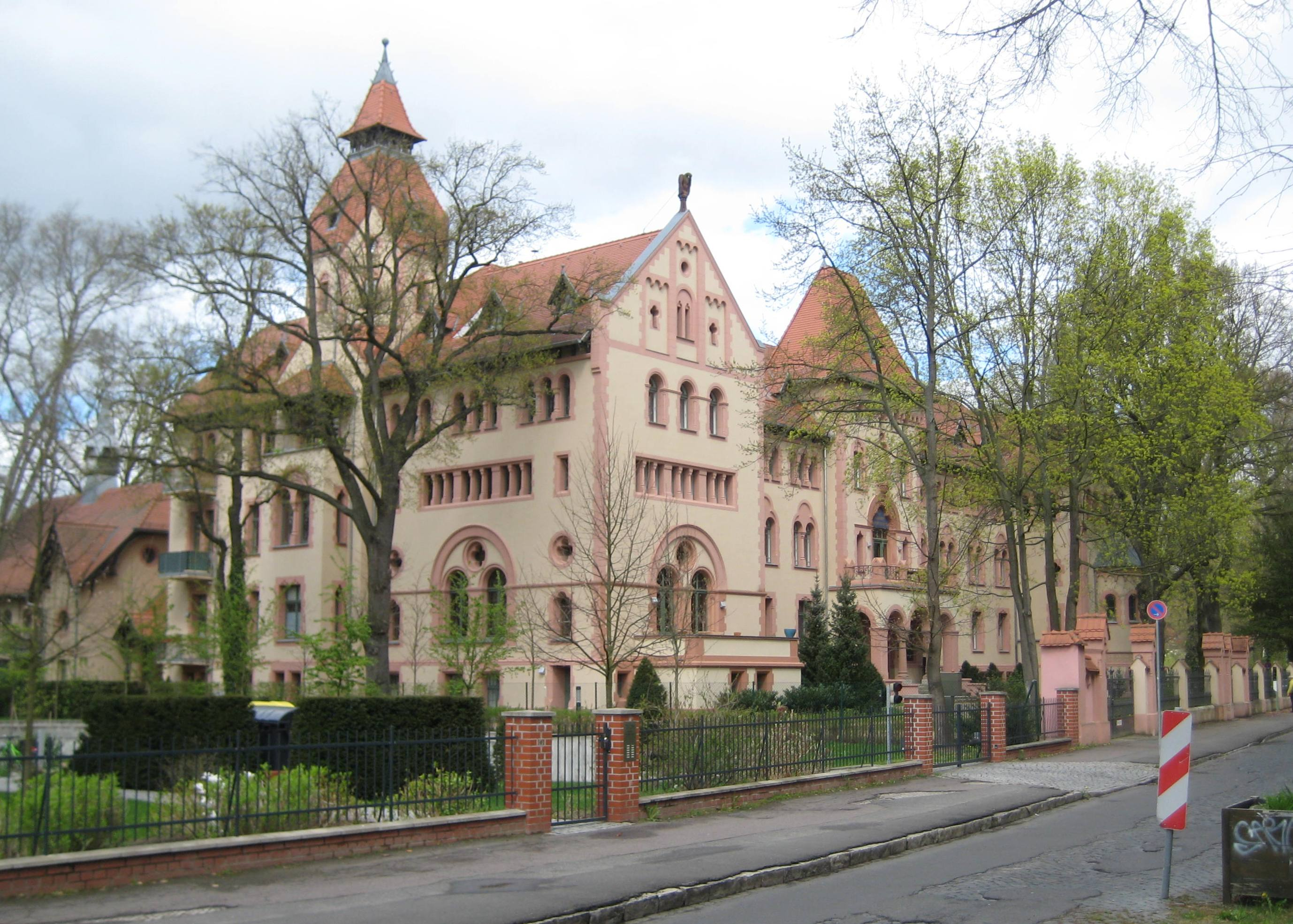
Ehemaliges Kaiserin-Augusta-Stift, bis 1994 Westeuropazentrale des sowjetischen Geheimdienstes GRU

Die Verwaltung Spionageabwehr bei der Gruppe der Sowjetischen Streitkräfte in Deutschland (sowjetische Feldpostnummer 02475) siedelte sich im Sperrgebiet des Militärstädtchens Nr. 7 an. Das Stabsquartier befand sich im Kaiserin-Augusta-Stift (Am Neuen Garten 30–32).
Die Schutzanlagen bestanden aus zwölf Wachtürmen, die anfangs von einem Holzzaun umgeben waren. Ab 1970 versperrte eine meterhohe Mauer aus Betonelementen mit Stacheldraht das Gelände. Zur Bewachung wurden 350 Soldaten des 10. KGB-Wachbataillons eingesetzt.

## Geschichtliche Zusammenhänge
Im Juli 1952 wurde Hans Günter Aurich (1932–2024) im Gefängnis Leistikowstraße zu 25 Jahren Lagerhaft wegen Spionagevorbereitung, aktiven Widerstandes, Vorbereitung von Terroraktionen und Bildung einer antisowjetischen Gruppe verurteilt. Im September des gleichen Jahres wurde er über Moskau nach Workuta in der Sowjetunion deportiert. 1955 erfolgte ein etappenweiser Rücktransport in die DDR. Schließlich wurde er in die Bundesrepublik Deutschland abgeschoben.
Im Zuge der Vorgänge der friedlichen Revolution im Herbst 1989 zog sich die GRU Anfang 1990 in das Hauptquartier der Sowjetarmee der DDR in Wünsdorf zurück. In dem Zusammenhang wurde auch befohlen, ein Reservenetz an Agenten zu rekrutieren. Diese sollten insbesondere unter den bisherigen Angehörigen des Ministeriums für Staatssicherheit und der Volkspolizei gesucht werden.
Beim Abzug der sowjetischen bzw. russischen Truppen aus der DDR wurde das Sperrgebiet in Potsdam als einer der letzten Standorte erst am 15. August 1994 aufgegeben. Der Stadtkommandant verließ am 4. September Potsdam in einem Lkw. Am 14. August wurde das Militärstädtchen an das Bundesvermögensamt übergeben, es blieb aber noch bis zum April 1995 für die Öffentlichkeit gesperrt. Nach dem Abzug der Geheimdiensteinheiten und der russischen Armee 1994 führte das Bundesvermögensamt Bestandsuntersuchungen an den insgesamt 110 beschlagnahmten Häusern und Liegenschaften durch. Diese wurden größtenteils bis Ende 1995 an die Alteigentümer rückübertragen.
Im Jahr 2014 wurde der Geschichtspfad „Sowjetische Geheimdienststadt“ in Potsdam eröffnet. Es finden immer wieder Führungen durch das Gelände statt.